# Monroeville (Alabama)
Monroeville és una població dels Estats Units a l'estat d'Alabama. Segons el cens del 2000 tenia 6.862 habitants.

## Demografia
Segons el cens del 2000, Monroeville tenia 6.862 habitants, 2.687 habitatges, i 1.870 famílies. La densitat de població era de 203 habitants/km².
Dels 2.687 habitatges en un 34,3% hi vivien nens de menys de 18 anys, en un 48% hi vivien parelles casades, en un 18,9% dones solteres, i en un 30,4% no eren unitats familiars. En el 28% dels habitatges hi vivien persones soles l'11,7% de les quals corresponia a persones de 65 anys o més que vivien soles. El nombre mitjà de persones vivint en cada habitatge era de 2,46 i el nombre mitjà de persones que vivien en cada família era de 3,04.
Per edats la població es repartia de la següent manera: un 27,7% tenia menys de 18 anys, un 8,9% entre 18 i 24, un 24,6% entre 25 i 44, un 22,2% de 45 a 60 i un 16,6% 65 anys o més.
L'edat mediana era de 36 anys. Per cada 100 dones hi havia 82 homes. Per cada 100 dones de 18 o més anys hi havia 76,4 homes.
La renda mediana per habitatge era de 28.229 $ i la renda mediana per família de 36.476 $. Els homes tenien una renda mediana de 35.600 $ mentre que les dones 20.184 $. La renda per capita de la població era de 17.070 $. Aproximadament el 20,4% de les famílies i el 23% de la població estaven per davall del llindar de pobresa.

## Poblacions més properes
El següent diagrama mostra les poblacions més properes.